# Uromunna hayesi
Uromunna hayesi är en kräftdjursart som först beskrevs av Robertson 1978.  Uromunna hayesi ingår i släktet Uromunna och familjen Munnidae.
Artens utbredningsområde är Mexikanska golfen. Inga underarter finns listade i Catalogue of Life.